# Gonal S.Hirur, Muddebihal
Gonal S.Hirur là một làng thuộc tehsil Muddebihal, huyện Bijapur, bang Karnataka, Ấn Độ.